# Scott Hoying

Scott Richard Hoying (Arlington, Texas; 17 de septiembre de 1991)  es un cantante, músico y compositor estadounidense. Es conocido por ser parte del grupo a capela Pentatonix.
Se graduó en el Martin High School en 2010. Fue a la Universidad del Sur de California donde se unió a los SoCal VoCals, un grupo a capela de la universidad, pero luego de un tiempo optó por retirarse. Decidió presentarse con su amiga Kirstin Maldonado y su mejor amigo Mitch Grassi a las audiciones de la tercera edición de “The Sing Off”. Para ingresar al concurso decidieron incorporar dos miembros más al grupo inicial, Avriel Kaplan como bajo y a Kevin Olusola como beatboxer. El grupo fue llamado Pentatonix y luego de superar todas las fases requeridas, ganaron el concurso recibiendo $200,000 y un contrato con Sony Music.
En 2015 el grupo ganó un Grammy por su canción “Daft Punk Medley“, un popurrí de canciones del grupo Daft Punk, en la categoría “Mejor arreglo musical instrumental o A Capella”.
En lo que va de su carrera, también ha creado grupos con Shams Ahmed, Ben Bram y Jonathan Kalter unos grupos A cappella, existen 2 un poco más reconocidos, llamados Citizen Queen y Acapop! KIDS.